# Ниогу Демба-Нирен
Нджогу Демба-Нирен (на английски: Njogu Demba-Nyrén, роден на 26 юни 1979 г. е гамбийски нападател на шведския отбор Далхем ИФ.

## Кариера
Кариерата на Демба-Нирен преминава през редица отбори. Започва да играе професионално в родината си и през 2000 г. е трансфериран в Хекен, Швеция. След един изигран сезон се мести в Гърция, където облича екипите на ПАС Янина и солунския Арис. В началото на 2003 г. е закупен от българския Левски София, където записва 10 мача, но не отбелязва нито един гол. Връща се същата година в Гърция в отбора на Панатинайкос. С тях печели титлата и купата на Гърция през 2004 г. Изкарва един сезон под наем в Керкира и се завръща в Скандинавия, където преминава през редица отбори като Бран, Оденсе и други.